# Barkhàtovo (Krasnoiarsk)
|  | Per a altres significats, vegeu «Barkhàtovo». |

Barkhàtovo (en rus: Бархатово) és un poble del krai de Krasnoiarsk, a Rússia, que en el cens del 2010 tenia 1.513 habitants. Pertany al districte de Beriózovka.